# Río Cabra (Cantabria)
El río Cabra es un curso fluvial de Cantabria (España) perteneciente a la cuenca hidrográfica del río Campiazo (65,5 km²). Tiene una longitud de 4,15 kilómetros, con una pendiente media de 1º. Desemboca en el río Campiazo en Meruelo, no muy lejos de Bareyo.